# Palazzo Genovese (Venezia)
Palazzo Genovese è un palazzo di Venezia, ubicato nel sestiere di Dorsoduro (173) e affacciato sul Canal Grande, a pochi metri dalla basilica di Santa Maria della Salute. La facciata posteriore dà sull'abbazia di San Gregorio.

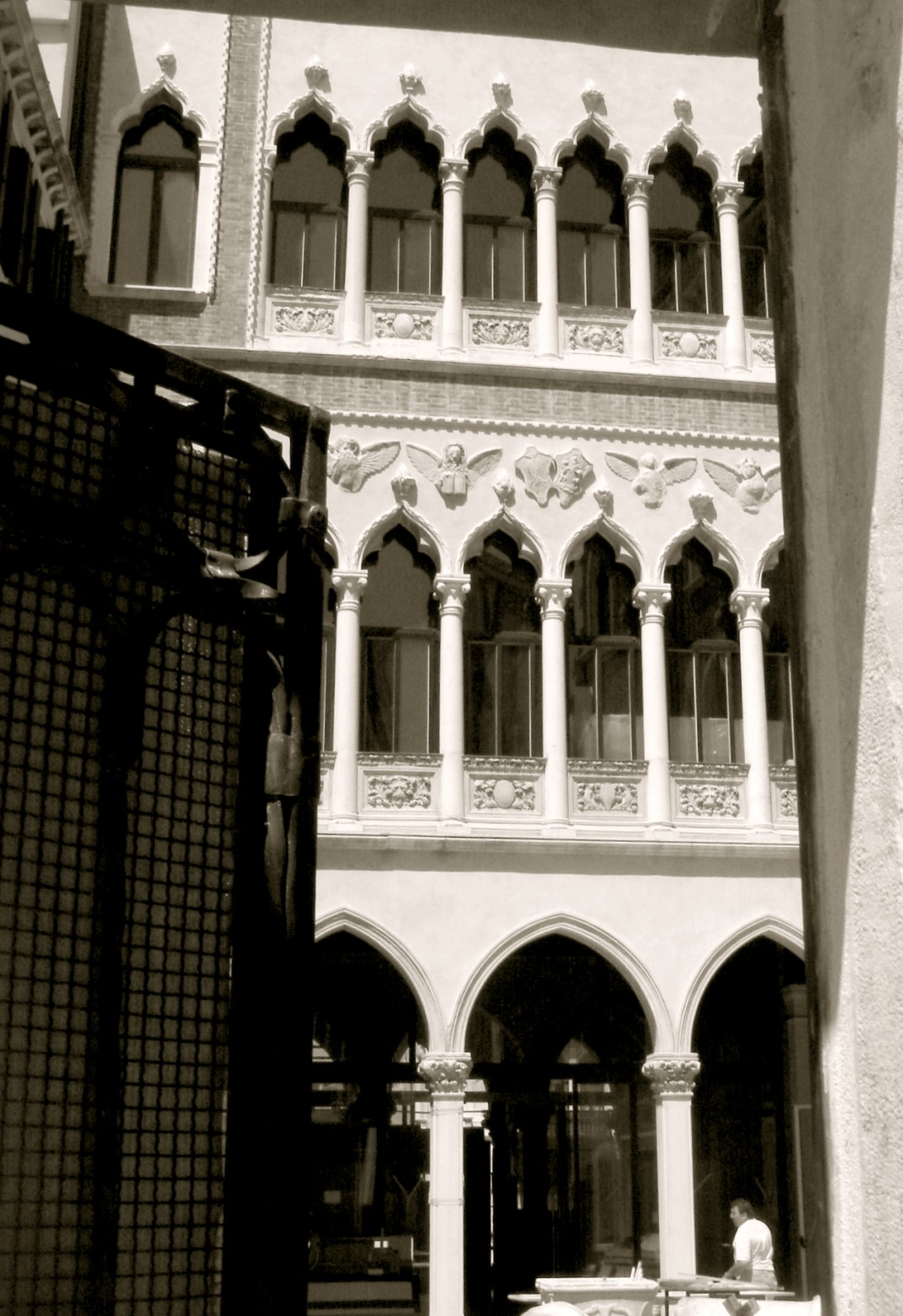
Palazzo Genovese, facciata posteriore

## Storia
Il palazzo fu costruito nel 1892, su progetto dell'architetto Edoardo Trigomi Mattei, come residenza veneziana della famiglia Genovese. Fu poi acquistato da James Cook, un nobile inglese. Dopo ciò fu rivenduto un numero di volte.
Dopo un lungo periodo di decadenza durante il secondo Novecento, nel 2009 ne è stato terminato un importante restauro, con riconversione ad albergo di lusso.
Durante quest'ultimo restauro sono stati rinvenuti alcuni elementi di valore archeologico: oltre ai resti del monastero di San Gregorio, sono stati trovati quelli di strutture abitative in legno risalenti al IX secolo e di un edificio in pietra del VII secolo.

## Descrizione
Lo stile architettonico di questo edificio, di dimensioni imponenti, è un esempio di neogotico veneziano: infatti, sono chiari gli stilemi che Trigomi Mattei ha ripreso da Palazzo Cavalli-Franchetti.
Si dispone su tre piani con la facciata sul Canal Grande disegnata simmetricamente: ogni piano presenta quattro monofore gotiche per lato, in cornice lapidea. Centralmente, al piano terra, tre portali ogivali appaiati danno sull'acqua, mentre ai due piani nobili, si sovrappongono due esafore con parapetto. Il motivo delle finestre è classica citazione di quello del primo piano di Palazzo Ducale.
La facciata posteriore del palazzo, visibile da campiello dell'abbazia, dove dà su una corte con pozzo racchiusa da mura, ripropone lo schema della principale, pur con aperture più disadorne, decorate solo al primo piano con dei bassorilievi.